# Liangyuan, Hunan
Liangyuan (kinesiska: 亮源, 亮源乡) är en socken i Kina. Den ligger i provinsen Hunan, i den södra delen av landet, omkring 180 kilometer söder om provinshuvudstaden Changsha. Antalet invånare är 14361. Befolkningen består av 7 176 kvinnor och 7 185 män. Barn under 15 år utgör 27,0 %, vuxna 15-64 år 59 %, och äldre över 65 år 12,0 %.
Genomsnittlig årsnederbörd är 1 778 millimeter. Den regnigaste månaden är maj, med i genomsnitt 282 mm nederbörd, och den torraste är oktober, med 22 mm nederbörd.